# Carlo Leget
Carlo J. W. Leget (Vught, 28 augustus 1964) is voorzitter van de vakgroep Zorgethiek, hoogleraar Zorgethiek (sinds 2012) en bijzonder hoogleraar Palliatieve zorg (ingesteld door de Associatie Hospicezorg Nederland en het Integraal Kankercentrum Nederland van 2012-2022), aan de Universiteit voor Humanistiek.

## Biografie
Leget is vanuit de theologie (dissertatie in Utrecht over Thomas van Aquino, 1997), aan de Katholieke Theologische Universiteit cum laude afgestudeerd (1989) in Utrecht, terechtgekomen in de medische ethiek. Na zes jaar (2002-2008) aan het UMC St Radboud gewerkt te hebben als universitair docent medische ethiek, is hij vanaf januari 2009 actief geweest als universitair hoofddocent zorgethiek bij de universiteit van Tilburg, en sinds 2011 verbonden aan de Universiteit voor Humanistiek.
Per 1 september 2012 is hij benoemd tot hoogleraar aan de UvH.
De afgelopen jaren heeft Leget zich vooral gericht op ethiek en spiritualiteit in de palliatieve zorg. De inspiratie daarvoor deed hij op in het praktische werk in verpleeghuizen. De komende jaren werkt hij vanuit zorgethisch perspectief aan thema’s als hoop, aandacht, kwetsbaarheid, zingeving en waardigheid.
In zijn oratie in 2013 uitte Leget zijn zorgen over het verlies van zin en betekenis in de zorg. De (gezondheids)zorg beweegt zich steeds meer in de natuurwetenschappelijke richting; het 'verklaren' krijgt de overhand. Daardoor raakt het begrijpen van 'betekenis' op de achtergrond. Hij betrekt hierbij de zorgethiek en geestelijke verzorging.
In 2015 is Leget lid geworden van de Gezondheidsraad en hierdoor automatisch ook lid van de CEG Commissie bij het Centrum voor Ethiek en Gezondheid (CEG).
Leget bekleedde diverse functies in organisaties gericht op geestelijke verzorging en palliatieve zorg. 
Internationaal was Leget vice-president van de European Association for Palliative Care van 2011-2019.
In 2015 was hij medeoprichter van het Care Ethics Research Consortium samen met Joan Tronto.